# 1701年皇位繼承法令
《1701年皇位繼承法令》（英語：Act of Settlement 1701）為英格蘭王國國會於1701年通過的一項憲制性法令，規定英格蘭及愛爾蘭之王位只能由新教徒繼承。依照此法令，除了查理一世之孫女安妮公主（後登基為安妮女皇）外，查理一世的所有後代均失去繼承權。在安妮之後的繼承人將會是詹姆士六世及一世之孫女漢諾威選侯夫人索菲婭，以及索菲婭的非天主教後代。
1558年通過的《最高權威法令》確立英格蘭國教會獨立於羅馬天主教會之外，並奉英格蘭君主為領袖。十七世紀後期信奉天主教的占士二世干涉國教會運作，並試圖恢復天主教徒在英格蘭的權利。此舉引致國會在1688年發動光榮革命罷黜占士，迫使占士夫婦和其兒子威爾斯親王占士·法蘭西斯·愛德華流亡法國。國會改爲擁戴占士之女瑪麗公主和女婿奧蘭治的威廉共同為英格蘭君主，並指定瑪麗之妹安妮公主為繼承人，三人均篤信新教。由於威廉與瑪麗夫婦，以及安妮均無子嗣，其餘信奉天主教的斯圖亞特王朝成員可能會在安妮去世後，王位真空時試圖奪取王位。
雖然漢諾威選侯夫人索菲一脈為詹姆士一世後代中最年幼的支系，但支系當中成員均信奉新教，亦願意維持國教會在英格蘭的地位。索菲婭先於安妮在1714年6月8日去世（安妮於同年8月1日去世），故索菲婭之子，漢諾威選帝侯格奧爾格一世·路德維希，在安妮死後即英格蘭王位，是為喬治一世，開創漢諾威王朝在大不列顛的統治。
儘管英格蘭王國與蘇格蘭王國從1603年起就由同一君主統治，兩國仍各自擁有獨立的政府和議會。相比英格蘭，蘇格蘭並不願意抛棄斯圖亞特王朝（其成員在統治英格蘭前已經長年統治蘇格蘭），因此蘇格蘭國會並未通過類似《皇位繼承法令》之法案以確立索菲婭之後代為繼承人，反而於1704年通過《安全法令》表明國會有權在安妮去世後自行選擇繼位人選。結果在英格蘭主導下，英格蘭王國與蘇格蘭王國在1707年合併為大不列顛王國，以確保兩國王位將繼續由同一人繼承。
根據《皇位繼承法令》，任何人只要改信天主教或與天主教徒結婚，即失去繼承資格。法令亦限制外國籍人士可於政府擔任之職務，並限制部分與國會運作相關之君權。

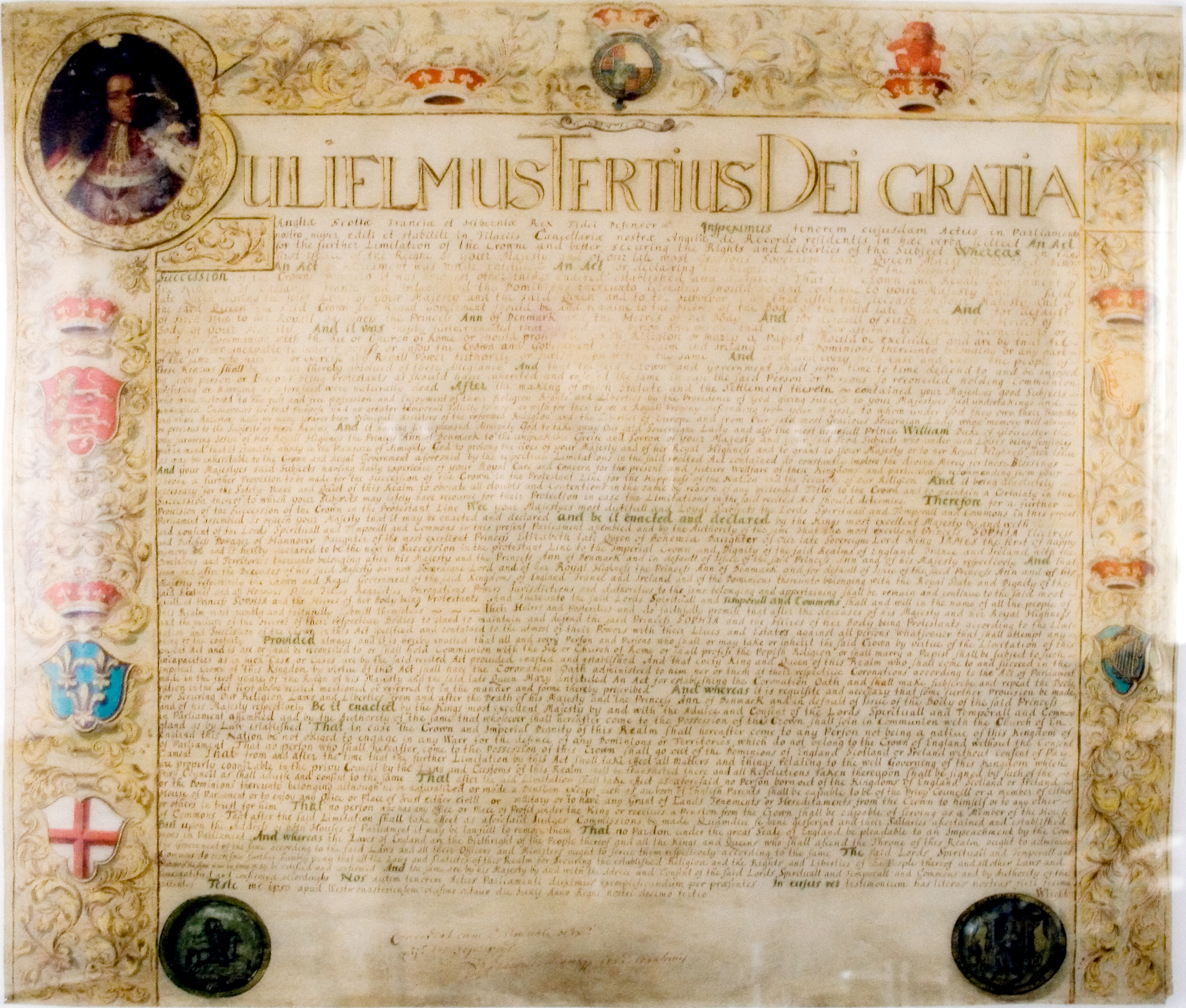
送往漢諾威選帝侯夫人索菲婭的《皇位繼承法令》副本

《皇位繼承法令》與《1689年权利法案》同為當今英国以及英聯邦王國王位繼承規則之基礎。只有各英聯邦王國國會有權修訂《皇位繼承法令》，而按照慣例，任何修訂均需得到各英聯邦王國政府一致同意才可生效。
2011年各英聯邦王國政府首長簽署《伯斯協議》，同意修改《皇位繼承法令》以刪去當中對配偶為天主教徒的繼承限制。修訂《皇位繼承法令》的《2013年王位继承法令》於2015年3月26日在所有英聯邦王國境內生效。

## 背景

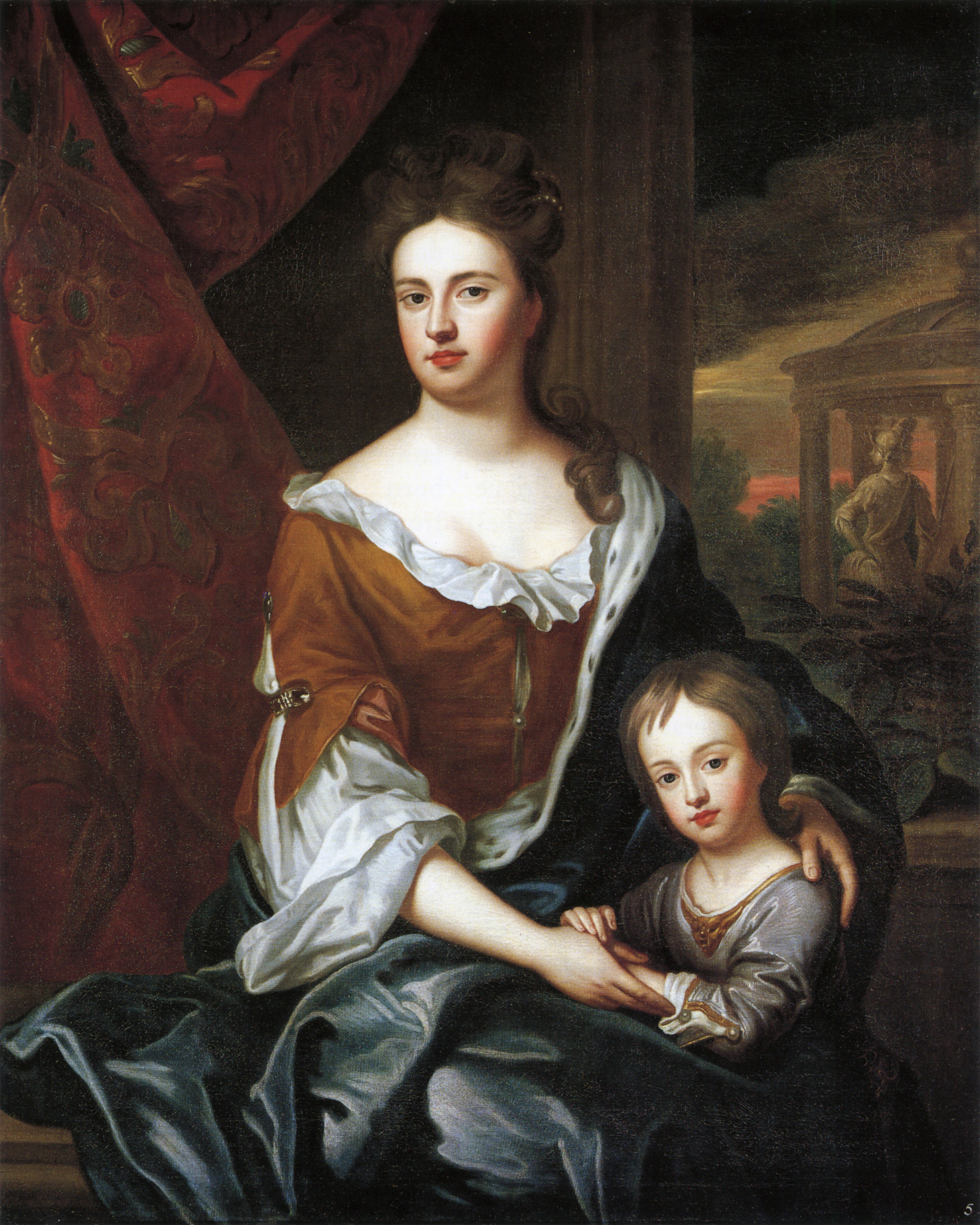
安妮公主及其獨子告羅士打公爵威廉王子。威廉在1700年早逝，促使國會訂立《皇位繼承法令》。

在1688年的光榮革命過後英格蘭國會通過了《1689年權利法案》，宣告占士二世在革命期間逃亡至法國的行爲等同退位，故王位由其女兒瑪麗公主和女婿奧蘭治的威廉（他同時為占士之外甥）共同繼承，是爲瑪麗二世及威廉三世。《權利法案》同時列明在瑪麗和威廉之後，王位會先傳至他們所生的後代，再傳至瑪麗之妹安妮公主及其後代，最後如果威廉再婚的話，則傳至再婚後生下的後代。上議院在辯論法案時曾試圖在繼承順序末端加入索菲婭以及她的後代，但該動議在下議院被否決。
瑪麗二世在1694年去世，並無子女。而威廉三世及後亦未曾再婚。當安妮公主唯一活過嬰兒期的兒子，11歲的告羅士打公爵威廉王子在1700年因天花去世後，安妮便爲王位僅有的繼承人。雖然《權利法案》列明天主教徒不可繼承王位（以占士二世和其後代排除在外），但並未列出在安妮之後的繼承順序。國會因此認爲有必要認定索菲婭及其後代爲王位繼承人，以確保王位繼續由新教徒繼承。

## 條文内容
法令列明英格蘭王位在安妮公主繼位之後會傳至詹姆士六世及一世之外孫女，查理一世之外甥女，漢諾威選侯夫人索菲婭以及她的後代。繼承人選當中如果「有人繼續與聖座或羅馬教會和好或共融，或繼續信奉天主教，或與天主教徒結婚」，則「永遠被排除於繼承次序之外」（即失去王位繼承權）。法令並未論及繼承人與非基督教徒結婚的可能性，因為此舉在十八世紀的英國社會是匪夷所思的事。
除了與王位繼承相關的條文外，法令也包含額外八條條文，在威廉及安妮死後生效：
- 君主需與英格蘭教會共融：此條文確保君主不會是天主教徒。除了占士二世之專制統治外，他的宗教信仰也是1688年光榮革命的其中一條導火線。
- 如果任何非英格蘭人登上王位，在未經國會同意下，英格蘭不會為君主不隸屬於英格蘭的領地發動戰爭：在漢諾威王朝入主英格蘭後，君主會繼續保留神聖羅馬帝國境内漢諾威選侯國的領地（今為德國下薩克森邦一部分）。此條文確保英格蘭不會因爲這些領地之利益而被捲入戰爭之中。由於維多利亞女皇根據薩利克法並不能繼承漢諾威王位，條文在她繼位後失效。
- 未經國會許可，君主不得離開英格蘭、蘇格蘭或愛爾蘭國境：由於乔冶一世即位後繼續為神聖羅馬帝國下的漢諾威選帝侯及不伦瑞克-吕讷堡公爵，並希望可以隨時探訪漢諾威等地，故在其請求下，條文於1716年被廢除。[14]
- 屬樞密院（英语：Privy Council of England）職權範圍之内的所有政府事務只能經由樞密院處理，而所有在經由諮詢後同意決議的樞密院顧問官均需在決議上簽署：國會希望知道誰在決定政府政策，因爲之前的決議經常缺少顧問官之副署。由於很多顧問官在安妮女王即位後不再向君主提供建議，甚至不再參與樞密院會議，條文在安妮女王在位初期被廢除。[14]
- 除非父母均是英格蘭人，所有外籍人士，即非出生於英格蘭、蘇格蘭或愛爾蘭境内的人士，不論是否已歸化或取得外籍居民（英语：Denization）資格，均不得任職樞密院顧問官、上下議院議員，或任何「民事或軍事官職，或當中包含由君主轉讓地產、保有產或可繼承產至他或代他管理的他人的官職」[12]：及後訂立的國籍法將歸化公民視作於在當地出生的公民，並在外籍人士一詞定義上排除英聯邦及愛爾蘭公民。條文至今仍然生效，但在某些情況下不再適用。
- 任何人一旦出任王室職務或從王室獲取利益，即不得擔任國會議員：國會希望在運作時不受君主過度干預。條文在經過多次修訂後至今仍然生效。條文也無意中允許國會議員透過出任王室虛職以從下議院辭職。儘管歷史上曾使用數個不同職位，現今使用的兩個虛職為齊爾滕百戶皇室管家及羅富特莊園皇室管家，一般會梅花間竹地使用。[15]
- 法官「如行为端正」（quamdiu se bene gesserint）则可终身任职，而只有立法機關有權免去法官職務：條文保障司法獨立，並防止君主干涉法庭運作。同樣限制在1701年前的法官委任狀曾經出現過，但未能防止查理一世因政見不合免去約翰·沃爾特（英语：John Walter (judge)）的理財法院首席法官（英语：Chief Baron of the Exchequer）職務。[16]
- 下議院若對某人提出彈劾，持有經國璽加印之特赦令並不可用作抗辯理由：條文意味著君主無權赦免任何被下議院彈劾的人士。

## 立法過程
由於在1699年取代輝格集團的托利党政府大力推動法案，法案在五名上議院議員（當中包括詹姆斯党成員亨廷頓伯爵及斯卡斯代爾伯爵）反對下順利通過。儘管很多議員反對由外國人繼承王位，但大多認為「由德裔王子（繼位）總比由法裔王子（繼位）為好」。

## 意義及影響
《皇位繼承法令》與《1689年權利法案》普遍被視作英國憲法的重要基礎，兩者共同確立了「議會至上」原則，標誌着英國已基本確立君主立憲制度。憲法學者亨利·哈蘭稱《皇位繼承法令》為「英國憲法之印章」。

### 英格蘭與蘇格蘭兩國合併

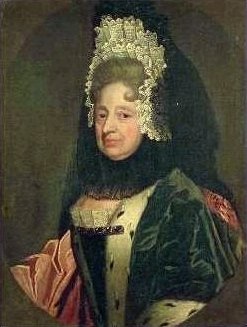
漢諾威選帝侯夫人索菲婭

《皇位繼承法令》的通過，導致英格蘭與蘇格蘭兩國於1707年合併成大不列顛王國。蘇格蘭國會反對《皇位繼承法令》對王位繼承人之限制，作為回應，於1704年通過《安全法令》以確保國會有權自行選擇安妮之後的繼承人。有鑑如此，英格蘭國會認為英蘇兩國有必要在安妮去世前合併，以確保大不列顛之長遠穩定與繁榮。
為求兩國在安妮去世前合併，英格蘭國會透過訂立排除法案（《1705年外籍人士法令》）、經濟誘因（償還蘇格蘭國債）及賄賂議員等手段，成功在三年內確保兩國國會通過《1707年聯合法令》合併成大不列顛王國。兩國在1707年前曾三度（1606年、1667年和1689年）試圖以法令方式合併，但均因合併並非逼切而失敗告終。兩國在同意合併時所簽訂的《聯合條約》第二條定義了大不列顛王國王位之繼承方式適用《皇位繼承法令》。《皇位繼承法令》因而成為蘇格蘭法律的一部分。

### 英格蘭王位繼承
此法令排除詹姆斯二世（他在法案獲御准數月後逝世）、他的天主教子嗣（「老僭王」占士親王與長公主路易莎·瑪麗亞·特雷莎），以及他妹妹亨利埃塔公主之子嗣於繼承順序以外。亨利埃塔之幼女為信奉天主教的薩丁尼亞王后安妮-瑪麗，1807年後的所有詹姆斯黨覬覦者皆為她的後代。
有鑑於所有查理一世的婚生後代要不是無子女（如他的孫女瑪麗二世和安妮女王）就是天主教徒，英格蘭國會只能在詹姆斯一世之女波希米亞的伊麗莎白的後代中選擇繼承人。伊麗莎白有九名成年子女，而漢諾威的索菲婭儘管年紀最小，但到了1701年則是伊麗莎白所有信奉新教的後代當中最年長的，因此有權繼承英格蘭王位。法令排除了伊麗莎白其他信奉天主教的後代，如索菲婭的姐姐普法爾茨的路易絲·霍蘭丁、奧爾良公爵夫人伊麗莎白·夏洛特、孔代親王妃安妮·亨麗埃塔以及不倫瑞克-呂內堡公爵夫人貝內迪塔·亨麗埃特等人。

### 因信奉天主教或與天主教徒結婚而被排除於繼承順序以外的人士
從法令1701年通過後算起，迄今因與天主教徒結婚而被排除於繼承順序以外的人士中，排名最前的為根德的米高王子。他於1978年因與瑪麗·基斯蒂·馮·雷尼茨女男爵結婚而被排除於繼承順序以外，當時為第15順位繼承人。米高在2015年因《2013年王位继承法令》生效而重新被納入繼承順序之中，為第34順位繼承人（現爲第52順位繼承人）。排名第二前的為根德公爵愛德華親王長子，聖安德魯斯伯爵佐治·溫莎。他在重新被納入繼承順序後現爲第42順位繼承人。佐治的兒子唐柏德烈勳爵和女兒瑪里娜·溫莎女勳爵分別在2003年及2008年改信天主教，因此喪失王位繼承權。
撇除嫁入天主教王室的公主（如愛丁堡的瑪麗、巴滕貝格的維多利亞·歐珍妮和愛丁堡的貝阿特麗絲）外，首名改信天主教的高級（即擁有殿下稱號）皇室成員為根德公爵夫人嘉芙蓮，她在1994年1月14日改信天主教。由於嘉芙蓮與根德公爵結婚時仍為聖公會信徒，根德公爵並無因此而喪失皇位繼承權。

## 現狀
除了為英國法律之一部分外，《王位繼承法令》亦爲現今15個英聯邦王國法律之一部分。依照慣例及《1931年西敏法規》，任何對《王位繼承法令》的修訂均需得到各英聯邦王國政府（加上部分聯邦制國家中其地方政府）一致同意後方可生效。

## 修正案
有鑒於法令中有歧視天主教徒及女性的條文，《王位繼承法令》曾多次受到修正案的挑戰。不過，由於法令規定全部15個英聯邦王國的王位繼承順序，修改《王位繼承法令》並非易事。《1931年西敏法規》確立任何對王位繼承規則的改動需得到所有王國政府之同意，並由各國立法機關自行立法修改。由於現任君主之長子和長孫均為聖公宗信徒，任何對《王位繼承法令》的改動均不會大幅改變現有王位繼承順序。
《泰晤士報》在1995年11月6日報道查尔斯皇儲（後登基為英國國王查爾斯三世）曾與貝理雅和艾思定指「天主教徒應被允許繼承英國王位」，而伊麗莎白二世也曾在1998年表達「不反對採用不限性別的長子繼承制」的立場。

### 澳大利亞
悉尼晨鋒報在2011年10月報道澳洲聯邦政府已與所有州和領地政府達成協議，以決定如何修改《皇位繼承法令》。
由於《王位繼承法令》為各州和領地法律的一部分，而《澳洲憲法》並未賦權予聯邦政府以修改與君主有關的法律（只在《1990年澳洲聯邦憲法法令》第二條列明「法令中的『女王』一詞可引伸適用於其世襲繼承人及其他繼承人」），各州需依《澳洲憲法》第51(xxxviii)段通過法令請求聯邦政府代表各州立法修改聯邦、各州和領地的法律（由於北領地議會之權力由聯邦議會下放賦予，聯邦政府保留為北領地立法的權利，北領地不需請求聯邦政府代表其立法修改法律）。聯邦議會只有在所有州通過法令後才能在聯邦層次修改《皇位繼承法令》。

## 來源
- Barker, Nancy Nichols: Brother to the Sun King; Philippe, Duke of Orléans, Johns Hopkins University Press, Baltimore/London, 1989
- Lockyer, R. . London: Addison Wesley Longman. 1998. ISBN 978-0-582-27962-9.
- Whatley, C. . East Linton: Tuckwell Press. 2001. ISBN 978-1-86232-140-3.
- Somerset, Anne. . Harper. 2012. ISBN 978-0007203765.
- Naamani Tarkow, I. . Political Science Quarterly. December 1943, 58 (4): 537–561. JSTOR 2144947. doi:10.2307/2144947.
- Stevens, Robert. . Oxford and Portland, Oregon: Hart Publishing. 2002: 1–13. ISBN 1-84113-495-3.
- Twomey, Anne. . Sydney Law School Legal Studies Research Paper (University of Sydney, Faculty of Law). 2011, 11 (71). SSRN 1943287 .

## 外部連結
- Act of Settlement (1700)的當今生效版本（包括所有修訂）（官方文本由英國成文法資料庫提供）
- Text of the Act of Settlement as originally passed, The Statutes at Large: vol X: 1696/7–1703 (1764), pp. 357–60.
- Official text of the "Act of Settlement 1700" as currently in force in the Australian Capital Territory （页面存档备份，存于）
- British Monarchy web page on the Act of Settlement （页面存档备份，存于）
- . TheRoyalist.net. 21 February 2007. （原始内容存档于26 September 2007）.
- Image of original act from the Parliamentary Archives website （页面存档备份，存于）